# Doto (mitologia)

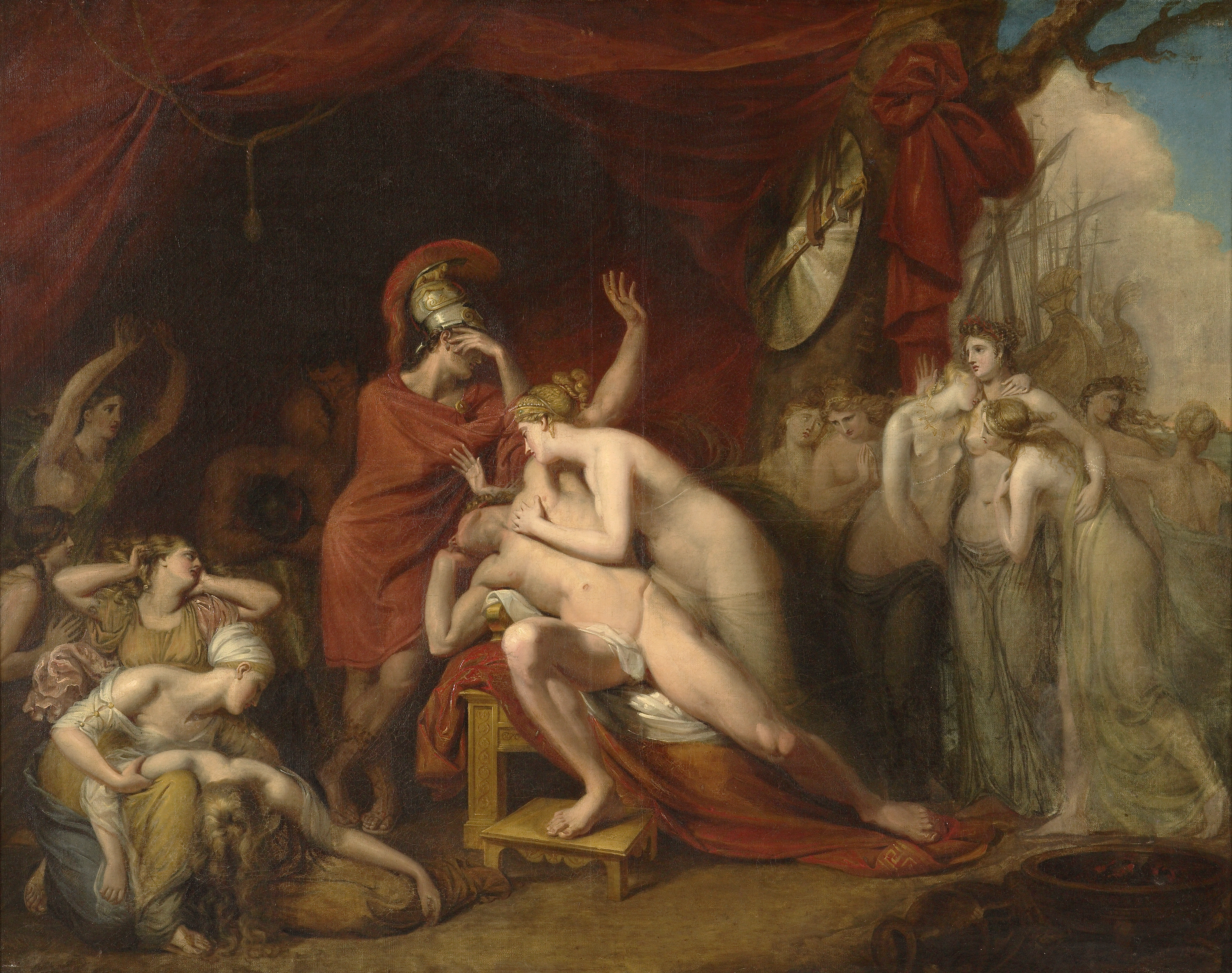
Achille, disperato per la perdita di Patroclo, rifiuta la consolazione di Teti (e delle altre nereidi), quadro dipinto da George Dawe (olio su tela, 102.2 x 128.9 cm, 1803; Wellington, Museo della Nuova Zelanda «Te Papa Tongarewa»).

Nella mitologia greca, Doto (in greco antico: Δωτὼ, che significa "donatrice") era una delle cinquanta nereidi, ninfe acquatiche figlie del vecchio del mare Nereo e dell'oceanide Doris.

## Mitologia
Doto, insieme a Panope e Galatea, scortò sua sorella Teti fuori dal mare fino al suo matrimonio con Peleo. Più tardi, Doto e le sue altre sorelle apparvero a Teti quando lei gridò in segno di empatia per il risentimento che provò suo figlio Achille per il suo amico Patroclo, ucciso in guerra.